# Баатарын Чадраа
Баатарын Чадраа (24 марта 1939, Тариат, Архангай — 27 февраля 2016) — монгольский учёный в области физики, организатор науки, педагог высшей школы. Академик (1991) и Президент Монгольской академии наук (1996), ректор Улан-Баторского университета.

## Биография
Родился восьмым ребенком пастуха Баатара. Окончил начальную школу Мурун баг, семь классов в городе Цецерлег, среднее образование завершил в городе Улан-Батор.
Окончил физический факультет МГУ (1963), однокурсником был Валентин Бутузов.
В январе 1963 года поступил на работу в Институт естественных наук Академии наук Монголии. Учёный секретарь Физико-математического института, директор Физико-технологического института (позднее — Технологического), директор Института возобновляемой энергии, генеральный директор Научно-производственного объединения возобновляемых источников энергии, директор Научно-исследовательского института электроники (впоследствии Монель). Первый директор Улан-Баторского университета и директор Института физических технологий. С 1964 года работал в штате в Объединенном институте ядерных исследований в Дубне и Институте космической физики в Москве.
Кандидат физико-математических наук (1968, тема диссертации «Образование странных частиц π-мезонами с импульсом 4 Гэв/с»).
В 1975 году избран членом Монгольской академии наук. Трижды избирался вице-президентом Академии наук Монголии и президентом Академии наук Монголии в общей сложности на 21 год. Занимал должности заместителя председателя Правительственной комиссии по атомной энергии, заместителя председателя Высшей комиссии по присуждению учёных степеней и заместителя председателя Государственной комиссии по подготовке к совместным космическим полётам.

## Награды
- Орден Дружбы (17 марта 2001 года, Россия) — за большой вклад в укрепление дружбы и сотрудничества между народами Российской Федерации и Монголии[3].
- Медаль «За заслуги в освоении космоса» (18 июля 2011 года, Россия) — за большой вклад в укрепление российско-монгольского сотрудничества в области исследования космоса[4].
- Монгольский Орден «За заслуги».
- Заслуженный деятель науки Монголии.
- медаль Вернадского
- медаль академика Н. В. Черского «За выдающийся вклад в науку»
- орден «За заслуги перед Европейской академией наук»